# キック (タレント)
キック（旧表記：KICK✩、1979年11月13日 - ）は、日本のタレント、占い師、お笑い芸人。元・フジテレビジョン社員（2002年 - 2003年）。
東京都出身。ホリプロコム所属からフリーを経てU.K Bridge所属。桐朋中学校・高等学校、日本大学藝術学部写真学科卒業。

## プロフィール
身長178cm・体重68kg。血液型O型。趣味はキックボクシング・空手（剛柔流初段）・温泉（温泉ソムリエの資格有）・食べ歩き・開運・落語鑑賞。
好きな動物は猫。中学・高校時代は野球部。
超能力者・秋山眞人をサイキックの師匠としてサイキック芸人としても活動。ネイチャージモンこと寺門ジモンをトップとするネイチャー会の一員。
『超ムーの世界』で俳優の萩原聖人と親交があることを明かしている。

## 略歴
大学卒業後、2002年4月にフジテレビ（現・フジ・メディア・ホールディングス）に入社。『SMAP×SMAP』『新春かくし芸大会』『はねるのトびら』といった番組でADとして働いていたが、約1年6カ月勤務した後にフジテレビを退社。
ホリプロの目黒笑売塾3期生になり、2005年に芸人としてデビュー。所属先にホリプロを選んだ理由は、自宅から近く通い易いことから。デビュー当時の仕事は主にライブやイベントの出演であった。
2007年に入り、日本テレビ系ローカル『ラジかるッ』や同年4月21日に『エンタの神様』に初出演、その後同番組のレギュラー格となり、2008年11月1日まで計61回出演。
2008年3月2日、「K-1 JAPAN TRYOUT 2008」に参加し、準合格を果たした。同年4月20日、「K-1 JAPAN TRYOUT 〜日本人戦士育成プロジェクト〜 トライアルリーグ」で宮本翔平と対戦。1R1分29秒KO勝ちを収めた。
2009年12月19日、「DEEP CAGE IMPACT 2009」で原田ヨシキと対戦し、1R2分18秒TKO負けとなった。
2010年1月、芸人として『R-1ぐらんぷり』に参加したが一回戦で敗退。
2010年からサイキック芸人『サイKICK☆』としても活動し、サイキックトークライブなどでも活動、雑誌『ムー』にも掲載。サイキック芸人になったきっかけは、2008年1月に「関東最高峰のパワースポット」という三峯神社で行われた、超能力が本当に出るか試すという企画のある特番。10日間のロケに10組ほどの芸人と共に参加し、透視を約14時間かけて成功させたことをきっかけに、それまで超能力については懐疑派だったキックは振り切れ、サイキックを再起のきっかけにしたいと思い、この特番の監修を務めていた秋山眞人に教えを受けることを請う。
2011年、『R-1ぐらんぷり』で準決勝進出。
2011年、テレ朝動画『ももクロChan』でサイキック芸人として、ももいろクローバーのメンバーにスプーン曲げを教え、有安杏果がスプーン曲げに成功する。
2012年、『R-1ぐらんぷり』で準決勝進出。
2013年2月、芸名の表記を「KICK✩」から「キック」に変更（同年2月12日のニコジョッキー『キックのサイキックチャンネル』にて発表。本人曰く「神のお告げ」によるとも言う）。
2015年2月、インドに行き、ART OF LIVINGの道場にてヨガ、瞑想法、呼吸法を学ぶ。
2015年、テレビ朝日『ももクロChan』に再度登場しサイキックネタを披露。再び有安杏果がスプーン曲げに成功する。
2016年放送の超ムーの世界R#33において、当時アメリカ大統領戦で劣勢とみられていたドナルド・トランプの当選を占いで予想。のちにトランプがヒラリー・クリントンに勝利し大統領に就任し番組内での予言を的中させている。
2017年3月生放送のAbemaTVの占い師最強NO.1決定戦で決勝に進出。
2019年3月にホリプロコムを退所しフリーランスで活動をはじめる。
2021年4月1日より株式会社U.K Bridge所属のタレント、占い師として活動していくことを発表した。
2023年10月1日よりタレント・ヒロシが代表を務めるヒロシ・コーポレーションとタレント業務提携を発表。

## 芸風
- ムエタイ選手の格好をして、「チャランボ! チャランボ! チャランボ・チャランボ・チャランボ・ティーッ!」のセリフでネタを始める（チャランボは『膝蹴り』、ティーは『肘打ち』という意味である）。なお、2007年7月以降この部分は『エンタの神様』ではカットされていた。ムエタイ選手でのネタは、主に様々な事柄を採りあげてそれぞれにツッコミを入れていくというものである。
- その後、ボサボサ髪のカツラに空手の道着という衣装で型の演武をしながらネタを演じるという事も行っている（『チェストー!』が決めゼリフ）。また、マニアックな格闘家モノマネ[注 1] を得意とする。
- サイキック芸人としての活動を始めてからは主にチャネラーのネタを演じ始める。ピラミッド型の帽子をかぶり、音叉を叩きながら一言ネタを言う芸である（音叉は「UFO呼びの儀式」の時にも使う）[16][17]。またスプーン曲げ、ダウジング[10]、ハイテンションタロット占いの芸もする[18]。

### 「エンタの神様」でのネタ
- 「あ段+い」で脚韻を踏んだセリフ（例：『金ない、モテたい、戦いた〜い!』など）と「ハイハイハイ、ハイ!Ready fight!」のセリフに続き話題となっている芸能人のコメント（マスコミおよびブログ発言など）を引用しそれに対して膝蹴りをしながらツッコミを入れ、「○○キーック!」と必殺キックでオチをつける。ツッコミの最後は冒頭のセリフと同じく「あ段+い」で脚韻を踏んでいる。
- 全てのネタの最後に自分の近況についての自虐ネタを1つ披露（「最後にこの俺! さんざん言ってきたが…」が決めゼリフ）し、それに対して一言添え（この添える一言も同じく韻を踏んでいる）、「今夜も俺のKO負け。以上、See you next fight」でネタを締める。
- サイキックを披露した後に「This is サイキック！！」とシャウトするが、これはいとうせいこうにもらった決めゼリフである。

## 人物
- 仕事の打ち上げの席で先輩の命を受け、一人一人順番に脱いでいくくだりがあった時、キックの番のみ、あまりの男性器の大きさに一同言葉を失い、まったく笑いが起きなかったというエピソードがある。
- ユリ・ゲラーと日本の福島県で合宿を共にしたことがあり、その際に「君は不思議な力を持っている」と言われたことがある。それを見たゲラーのマネージャーのシピは「ユリがそんなことを言うのは珍しい」とキックに話したという[19]。
- 母親が福島県須賀川市出身。『ウチのガヤがすみません!』2017年10月10日放送分にて、この回のゲストでもある須賀川市出身のディーン・フジオカを目の前にして本人が明かした。
- フジテレビの社員だった頃、多忙と仕事のミスで疲労困憊になり、ある日起床したら2日も寝ていたため怒られる事を怖れて高級ホテルに2週間隠れていたが、頭を丸め上司に謝罪して再び仕事をした。しかしお笑い芸人になるため退社をした。
- UFO呼びを得意としており過去に何度もUFOに遭遇している。2021年3月10日放送の『世界なんだコレ!?ミステリー』のUFOを呼び出す企画で、キックが召喚した未確認飛行物体の映像を見た藤原竜也は「こういうのを見たかったんですよ！」とコメントした。
- 近年、占い師としても活動しているがその的中率は同業者達にも驚くほど高いと評価されている。レギュラー番組で出演している超ムーの世界Rの中で、2016年の大統領選挙で当時不利と報じられていたトランプの勝利を占いで的中させている。また、2020年の大統領選挙の際もバイデンの勝利を占いで的中させている。
- 続く2024年の米大統領選挙においても、自身のメルマガ「厳選！！片っ端から開運してみた男の開運情報マガジン」内にて、トランプ氏の勝利を占いで的中させた。
- 極度の潔癖症である。

## 特技
- ハイテンションタロット
- 目隠しダッシュギリ壁ストップ
- ピタピタスプーン人間磁石
- わさび寿司回避ダウジング
- 第六感発動負けないジャンケン
- 激辛わさびあまあま催眠
- 激痛ムチ快感変換
- 熱々タバコベロ消火
- 遠隔透視数字当て

## 出演

### テレビ
- エンタの神様（日本テレビ） ※キャッチコピーは「口撃（こうげき）のムエタイ戦士（ファイター）」
- オンバト+（NHK総合）戦績1勝1敗 最高517KB
- ラジかるッ（日本テレビ）月・火の帯コーナーのリポート
- おはスタ（テレビ東京）
- Disney Time（テレビ東京）
- SRS（フジテレビ）
- クギづけ 投稿動画ハイスクール（日本テレビ）
- ゴールドラッシュ2008〜今年こそはブレイクしたい芸人が開く新しきイロモネアの夜明け!!（TBS、2008年1月3日）
- ショーパン（フジテレビ）
- 新トーキョー人の選択（NHK総合テレビ）
- 超能力スペシャル2010 今夜奇跡が?世界最強超能力者×最新脳科学 ナゾ解明プロジェクト（TBS、2010年1月4日）
- お笑い図鑑 ハマヌキ（tvk）
- アリケン（テレビ東京、2009年10月3日）
- ももクロChan〜Momoiro Clover Z Channel〜（2011年、2015年）
- 大!天才てれびくん（NHK教育、2011年5月25日）
- やりすぎコージー（テレビ東京、2011年6月1日）
- ジャガイモン（テレ朝チャンネル、2012年12月6日）
- 山中秀樹のあそびにマジメ（BSフジ、2012年12月25日）
- 内村さまぁ〜ず（ミランカ → E!TV内さま.com、2013年5月7日） - ネット番組
- 日曜ゴールデンで何やってんだテレビ（TBS、2013年2月17日）
- ざっくりハイタッチ（テレビ東京、2013年3月2日）
- 関ジャニ∞のジャニ勉（関西テレビ、2013年4月10日）
- アッコにおまかせ!（TBS、2014年）
- 超ムーの世界（エンタメ〜テレ、2014年6月7日 - 8月17日）
- 王様のブランチ（TBS、2014年7月12日）
- 首都神話真相あばいたろ会議（ホームドラマチャンネル、2014年9月15日）
- プレミアの巣窟（フジテレビ、2014年10月21日、11月4日、2015年8月11日）
- 竹山ロックンロール（2014年6月18日、11月16日）
- 特捜警察ジャンポリス（テレビ東京）- 不定期出演
- 超ムーの世界 第二章（エンタメ〜テレ、2015年2月2日 - 4月20日）
- 超ムーの世界R（エンタメ〜テレ、2015年5月4日 - ）
- ごごたま（テレビ埼玉、2015年5月20日）
- ウチのガヤがすみません!（日本テレビ、2015年6月7日、2017年1月15日）
- 誰だって波瀾爆笑（日本テレビ、2015年10月11日）
- クイズ☆スター名鑑（TBS、2016年11月13日）
- ビートたけしのフランスは本当に勲章をくれたのかTV（TBS、2016年12月26日）
- ＃ハイ ポール（フジテレビ、2017年2月24日、3月3日、4月21日、4月28日、5月5日、5月19日）
- 深夜に発見!新shock感〜一度おためしください〜（テレビ東京、2017年4月8日）
- ナカイの窓（日本テレビ、2017年5月24日）
- じっくり聞いタロウ〜スター近況（秘）報告〜（テレビ東京、2017年9月28日）
- オールスター後夜祭
- 声優と夜あそび（ABEMA、2019年8月14日、2020年3月25日、2021年2月3日、2021年4月13日）
- スピードワゴンの月曜The NIGHT（ABEMA、2020年1月11日、2021年1月16日）
- 世界の何だコレ!?ミステリー（フジテレビ、2021年3月10日）
- おはスタ（テレビ東京、2021年4月6日）
- マヂカルクリエイターズ（テレビ東京、2022年1月26日）
- ヒロシのひとりキャンプのすすめ（熊本朝日放送、2023年10月20日 - 11月17日[20]、2024年4月11日 - 5月2日、7月18日 - 8月8日、2025年7月31日 - 8月21日）

### YouTube
- キック【公式】サイキックチャンネル
- The Dave Fromm Channel（2020年9月9日、2021年1月20日）
- スピードワゴン小沢のオザワ倶楽部（2020年4月8日、4月10日、6月19日、9月30日、10月7日、11月2日、11月11日、11月20日、12月7日、12月25日、12月31日、2021年2月19日、2月26日、3月5日）
- DJ KOOの電KOO石火わいたー（2020年11月21日）

### ラジオ
- キックのオカルト人生相談室（エフエムナックファイブ）
- 水瀬いのり MELODY FLAG （文化放送、2019年12月8日[注 2]）
- キックのしゅるしゅるラジオ（ラジオトーク）
- The Dave Fromm Show（InterFM897、2020年9月9日、2021年1月20日）

### ドラマ
- 忌野清志郎 トランジスタ・ラジオ（2015年5月3日、BSプレミアム）

### DVD
- にてんのか!〜格闘技モノマネ人類最強決定戦〜完全版
- ももクロChan DVD 決戦は金曜ごご6時ももクロChan DVD 決戦は金曜ごご6時　第3集 跳べ! 小さな緑の大巨人の巻
- ももクロChan -Momoiro Clover Z Channel- 飛び出す 5色のジュブナイル 第11集 紫はぶどうじゃないでしょナスの巻
- 竹山ロックンロール11巻、18巻
- 超ムーの世界
- 超ムーの世界 第二章

### インターネット放送
- KICK☆の3分キッキング（got it! - ガリット）
- KICK★のやせThaiダイエット（GEININ1週間）
- 宇津雄一の宇宙一ラジオ（オンエアーステーション、2009年11月30日） - ゲスト
- モエヤンの「ありがとうごじゃいます」（あっ!とおどろく放送局、2011年9月5日）
- 『キックのサイキックチャンネル』（ニコジョッキー）

## 連載
- TOCANA「芸人キックの第三の目で見るニュース」(2014年4月3日-)